# الدوري الغاني الممتاز 2023–24
الدوري الغاني الممتاز 2023–24، والذي تم رعايته حتى 30 نوفمبر 2023 باسم دوري بيت-باوا الممتاز، كان الموسم الثامن والستين من دوري كرة القدم المحترف الأعلى في غانا والذي امتد من 15 أغسطس 2023 إلى 16 يونيو 2024.
كان فريق ميدياما هو المدافع عن اللقب بعد فوزه باللقب الأول في الموسم السابق لكنه احتل المركز الثامن، ويرجع ذلك جزئيًا إلى التزاماته بدوري أبطال إفريقيا. احتل سامارتكس المركز الأول وفاز بأول لقب له في الدوري، وبالتالي تأهل إلى دوري أبطال إفريقيا 2024-25 . أنهى أكرا غريت أوليمبكس ونادي بوفواكوا تانو [الإنجليزية] وريال تامال يونايتد [الإنجليزية] الدوري في المركز الأخير وهبطوا إلى دوري الدرجة الأولى للموسم المقبل.

## الفرق
تنافست الفرق التالية في الدوري؛ 15 فريقًا متبقيًا من موسم 2022-23 و3 فرق صاعدة من دوري الدرجة الأولى.

### تغييرات الفرق
| تمت ترقيته من دوري الدرجة الأولى 2023                            | تم إنزاله إلى دوري الدرجة الأولى 2024                           |
| ---------------------------------------------------------------- | --------------------------------------------------------------- |
| نادي بوفواكوا تانو [الإنجليزية] نادي هارت أوف ليونز نادي ناشيونز | نادي الملك فيصل نادي كوتوكو رويالز [الإنجليزية] نادي تامال سيتي |

## إحصائيات

### أفضل الهدافين
آخر تحديث 16 يونيو 2024.
| رتبة | لاعب                   | نادي           | الأهداف |
| ---- | ---------------------- | -------------- | ------- |
| 1    | ستيفن أمانكونا         | بيريكوم تشيلسي | 19      |
| 2    | ستيفن موكوالا          | أشانتي كوتوكو  | 14      |
| 2    | أجيينيم بواتينج مينساه | دريمز          | 14      |
| 4    | حمزة عيسى              | هارتس أوف أوك  | 13      |
| 4    | إبنيزر أبان            | هارت أوف ليونز | 13      |
| 6    | إيفانز أوسي ووسو       | سامارتكس       | 11      |
| 6    | محمد منكويلي           | ريال تامالي    | 11      |
| 6    | أسامواه بواتينج أفريي  | ناشيونز        | 11      |
| 9    | بابا حمدو موسى         | سامارتكس       | 10      |

### هاتريك
| لاعب                     | ل                  | ضد           | نتيجة   | تاريخ         | المراجع |
| ------------------------ | ------------------ | ------------ | ------- | ------------- | ------- |
| ألبرت أمواه              | أكرا غريت أوليمبكس | أدوانا ستارز | 4-2 (ذ) | 24 مارس 2024  | [ 5 ]   |
| أجيينيم بواتينج مينساه 5 | دريمز              | ريال تامالي  | 8-1 (ذ) | 12 يونيو 2024 | [ 6 ]   |

ملحوظات
- 5 لاعبين سجلوا 5 أهداف
- (ذ) – الفريق المضيف
- (إ) – الفريق الضيف